# Mobile Bay (vik i Kanada)
Mobile Bay är en vik i Kanada.   Den ligger i provinsen Newfoundland och Labrador, i den östra delen av landet, 1 800 km öster om huvudstaden Ottawa.